# Bomba de bicicleta

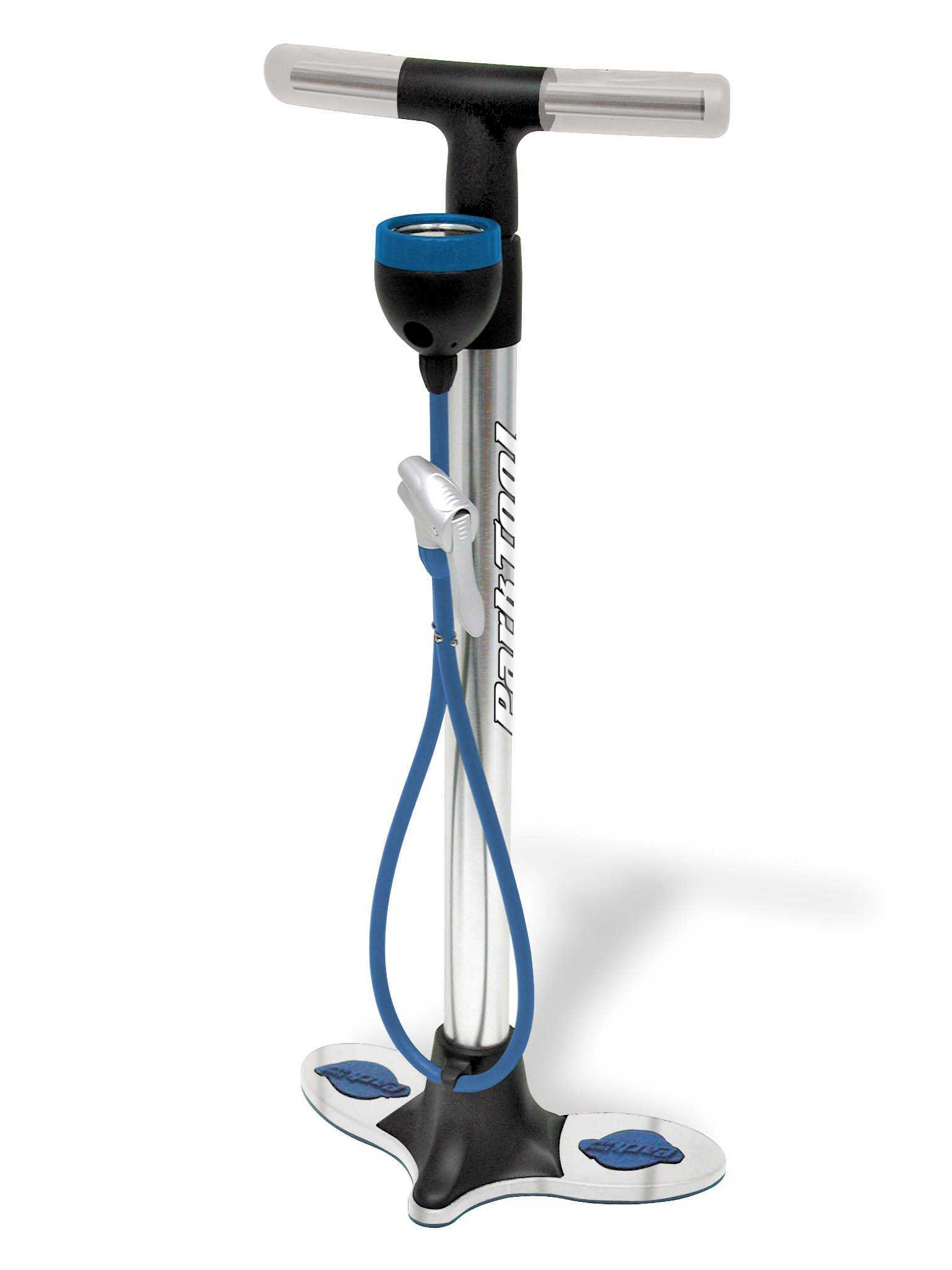
Bomba de pedestal con manómetro.

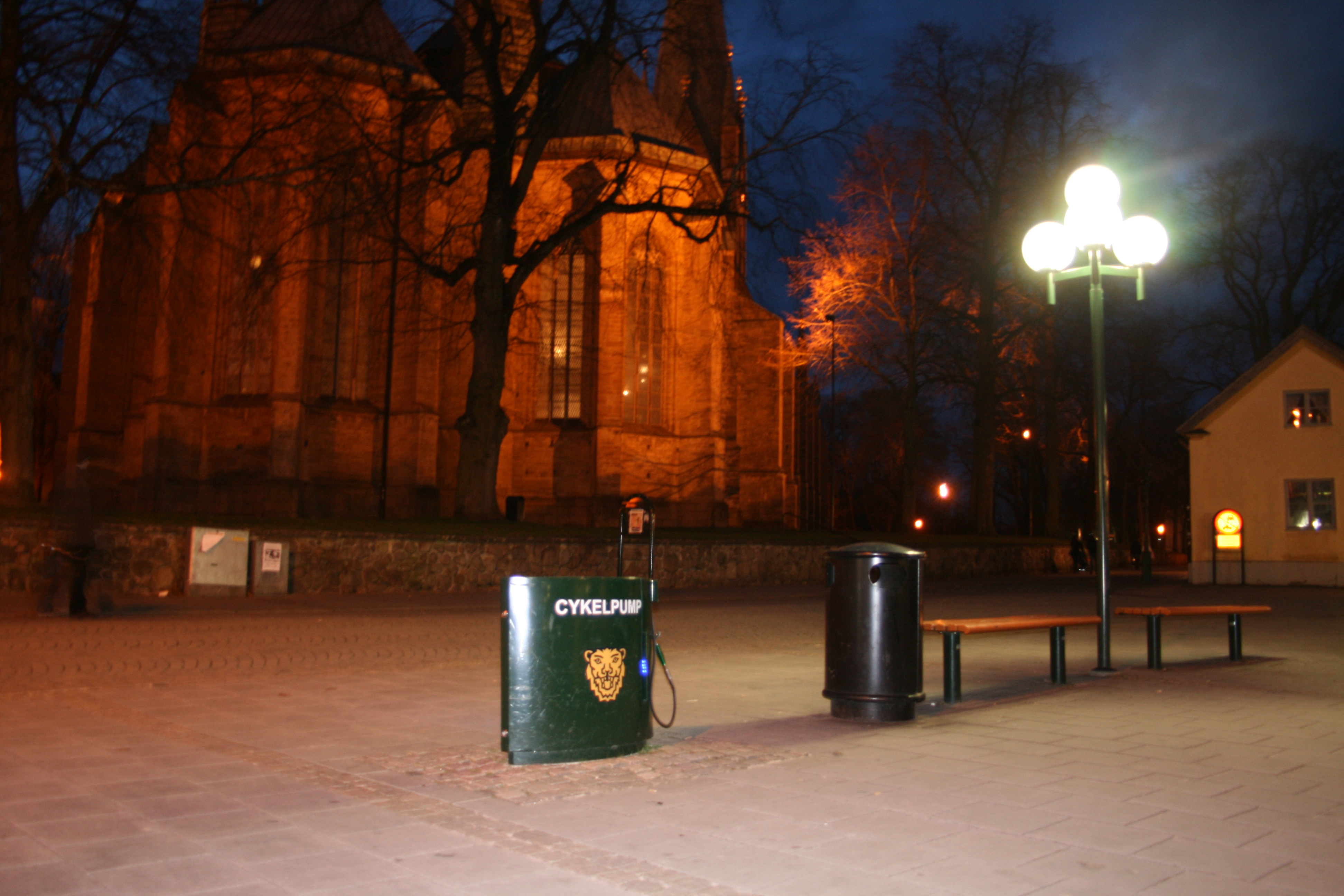
Compresor de aire público para los ciclistas en Linköping, Suecia.

Una bomba de bicicleta o inflador de bicicleta es un tipo de bomba de aire de desplazamiento positivo diseñado específicamente para inflar neumáticos de bicicleta. Tiene una conexión o adaptador para usar con uno o dos de los dos tipos más comunes de válvula de bicicleta utilizadas también en las motocicletas, Schrader o Presta. Hay un tercer tipo de válvula denominada válvula Woods, pero los neumáticos con estas válvulas se pueden hinchar con una bomba estándar de bicicleta
Hay de varios tipos básicos:
- Bombas verticales o bombas de pedestal
- Bombas de bastidor
- Bombas compactas o mini
- Bombas de pedal
- Bombas de doble acción

En su forma más básica, una bomba de bicicleta funciona mediante un pistón manual. Durante la carrera ascendente, el pistón aspira aire a través de una válvula antirretorno (de un solo sentido) desde el exterior de la bomba. Durante la carrera descendente, el pistón comprime el aire de la bomba hacia el neumático de la bicicleta. La mayoría de las bombas verticales, también llamados bombas de pedestal, han incorporado un manómetro que indique la presión de los neumáticos.
Hay que tener cuidado cuando se utiliza una estación de servicio la bomba de aire. Algunos están diseñados para cortar antes de las altas presiones utilizadas en los neumáticos bicicleta alcanzan. Otros funcionan a una presión tan alta que el neumático se puede reventar. También hay una pequeña diferencia entre el criterio moderno de válvulas Schrader de automóvil o de bicicleta, lo que causa un mal ajuste de algunas válvulas en las bombas de las gasolinera.

## Tipo de bomba de bicicleta
Hay tres tipos principales de bombas de bicicleta
- bomba vertical o bomba de pedestal
- bomba de mano
- bomba de pie

### Bomba de pedestal
Conocida con ambos nombres, bomba vertical o bomba de pedestal. Para operar el usuario apoya la base de la bomba en el suelo, pisando la base con los pies, y tira y empuja las asas con movimientos de ciclo completo. Se debe conectar la bomba a la válvula mediante un tubo adicional.

### Bomba de mano

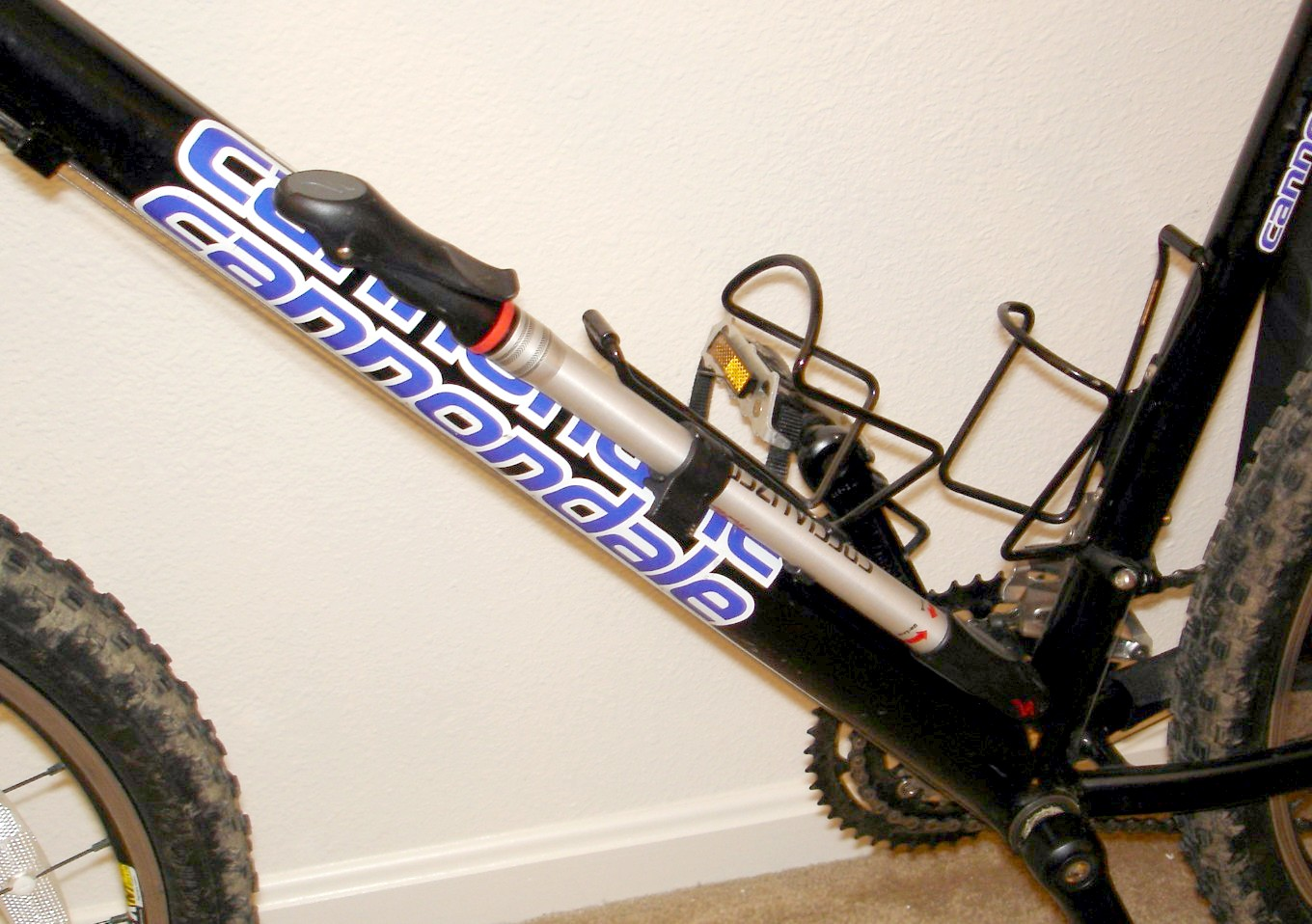
Bomba de mano montada en el bastidor.

hay de dos tipos básicos: con cámara de aire e integral. El tipo con cámara de aire requiere de un tubo separado para conectar la bomba a la válvula. Estas tienen la ventaja de que son baratas, pero son ineficientes en comparación con otras bombas. También tienen una gran cantidad de articulaciones por las que el aire puede escapar.
Las bombas integrales tienen un agujero al lado con una arandela de goma que se ajusta alrededor de la válvula. Esto se hace a menudo pulsando contra la válvula con una palanca adicional. Porque es bien cerrados, rígidos y poco volumen muerto, este tipo de bomba es muy eficaz. Una bomba Baby de 8 "integral normalmente más efectiva que una bomba de 18" con cámara de aire.
Una bomba mano tiene un pistón de plástico o de fibra vaciada. En el movimiento hacia adelante del aire empuja los lados de la copa contra el cilindro, formando así un sello respecto a su propia válvula. Entonces este pistón puede empujar el aire hacia el neumático por el agujero en el extremo lejano.
Algunas de las bombas más eficientes son las bombas de doble acción. En sellar el pistón en el cilindro por ambos extremos se puede forzar el aire hacia el neumático en las dos carreras.
Las bombas pueden ser montadas en un soporte en el marco de la bicicleta, ya sea con una pinza o con una clavija, o llevada por el ciclista en una mochila, bolsillo, etc ..

### Bombas de pedal

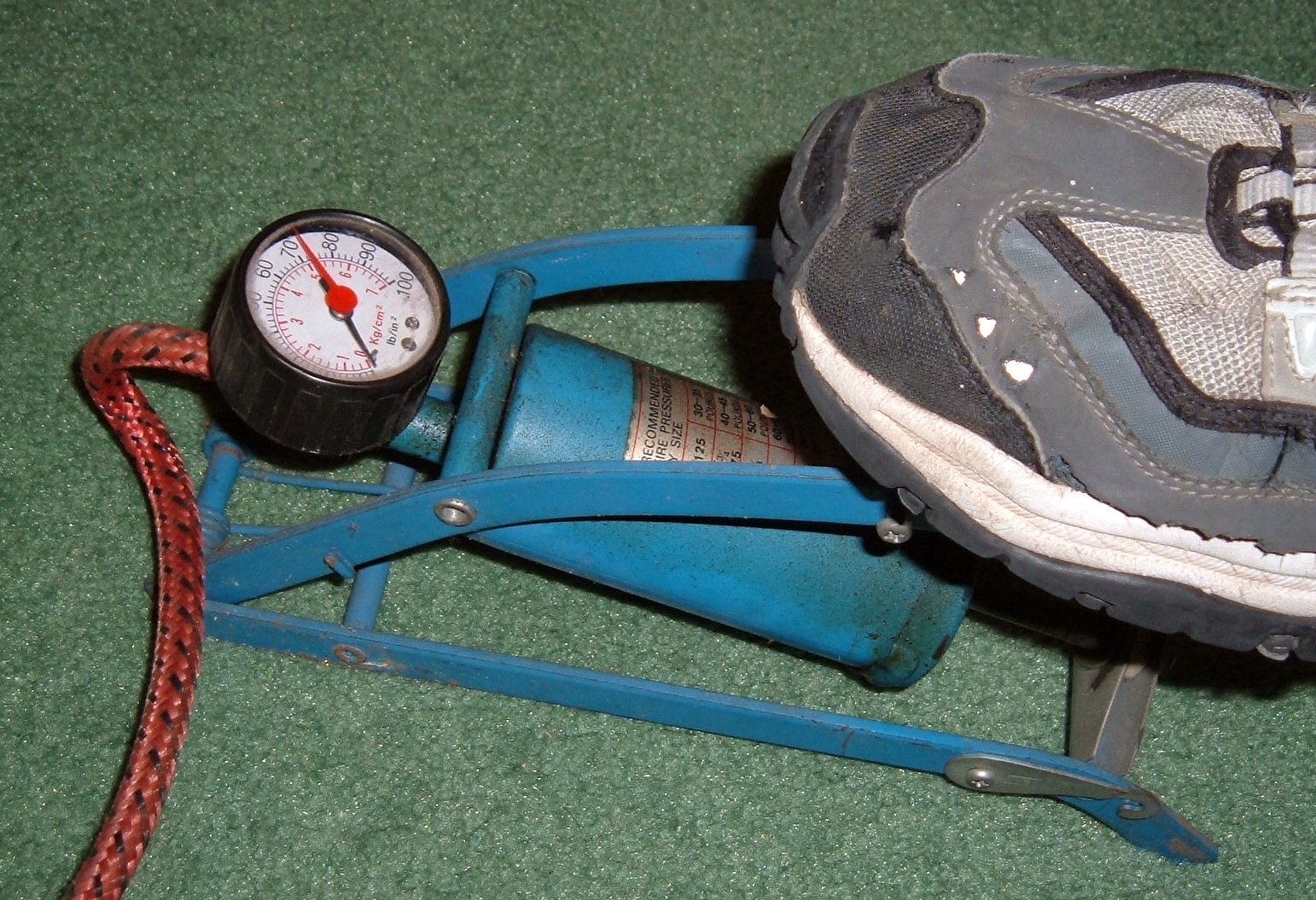
Bomba de bicicleta de pedal.

Estas bombas no suelen ser diseñadas específicamente para uso con la bicicleta. No generan presiones muy altas por lo que no funcionan bien para los neumáticos de bicicleta de carretera de perfil estrecho, pero muy bien para los neumáticos anchos de baja presión de las bicicletas de montaña.
Como son diseñadas para vehículos con válvulas Schrader, si la bicicleta tiene válvulas Presta se requiere un adaptador de bronce para poder utilizar la bomba.

### Inflador de CO2
Estas bombas se utilizan a menudo con bicicletas de montaña o carretera para los ciclistas que necesitan ahorrar peso, y tiempo si pinchan durante una carrera. Se pueden utilizar una sola vez-bomba de un solo uso-, o varias - bombas re-utilizables con la compra de otro cartucho. Como usa CO2, algunas bombas pueden ser un poco caras. La mayoría usan bombonas de CO2 de 16G de rosca estándar, diseñadas originalmente para los sifones de agua de soda. Hay que saber sin embargo, que el CO2 escapa del tubo interno de caucho más rápidamente que el aire (dado que el CO2 molécula es poco soluble en el caucho), y el neumático se desinfla en pocos días.

## Presión de neumáticos
La capacidad de presión de los neumáticos suele ir estampada en algún lugar de la pared lateral. Esto puede ser en "PSI" (libras por pulgada cuadrada) o bar. La clasificación de presión podría estar indicada como "presión máxima" o "inflar a ..." Y en general dan un rango (por ejemplo, 90-120 PSI, o 35-60 PSI). Inflar el número más bajo en el rango de presión aumentará la tracción y hará el viaje más cómodo. Inflar el número más alto será hacer el viaje más eficiente y disminuirá las posibilidades de pinchar una rueda.